# العلاقات الإثيوبية البيلاروسية
العلاقات الإثيوبية البيلاروسية هي العلاقات الثنائية التي تجمع بين إثيوبيا وروسيا البيضاء.

## مقارنة بين البلدين
هذه مقارنة عامة ومرجعية للدولتين:
| وجه المقارنة                                              | إثيوبيا                        | روسيا البيضاء                    |
| --------------------------------------------------------- | ------------------------------ | -------------------------------- |
| المساحة (كم2)                                             | 1.10 مليون                     | 207.60 ألف                       |
| عدد السكان (نسمة)                                         | 104.96 مليون                   | 9.50 مليون                       |
| الكثافة السكانية (ن./كم²)                                 | 95.42                          | 45.76                            |
| العاصمة                                                   | أديس أبابا                     | مينسك                            |
| اللغة الرسمية                                             | اللغة الأمهرية                 | اللغة البيلاروسية، اللغة الروسية |
| العملة                                                    | بير إثيوبي                     | روبل بلاروسي                     |
| الناتج المحلي الإجمالي (بليون دولار)                      | 80.56 مليار                    | 54.44 مليار                      |
| الناتج المحلي الإجمالي (تعادل القوة الشرائية) بليون دولار | 161.90 مليار                   | 168.35 مليار                     |
| الناتج المحلي الإجمالي الاسمي للفرد دولار أمريكي          | 619                            | 5.74 ألف                         |
| الناتج المحلي الإجمالي للفرد دولار أمريكي                 | 1.50 ألف                       | 18.18 ألف                        |
| مؤشر التنمية البشرية                                      | 0.442                          | 0.798                            |
| رمز المكالمات الدولي                                      | +251                           | +375                             |
| رمز الإنترنت                                              | .et                            | .by، .бел                        |
| المنطقة الزمنية                                           | ت ع م+03:00، توقيت شرق أفريقيا | ت ع م+03:00                      |

## منظمات دولية مشتركة
يشترك البلدان في عضوية مجموعة من المنظمات الدولية، منها:
| علم المنظمة | اسم المنظمة                        | تاريخ انضمام إثيوبيا | تاريخ انضمام روسيا البيضاء |
| ----------- | ---------------------------------- | -------------------- | -------------------------- |
|             | الاتحاد البريدي العالمي            | ?                    | ?                          |
|             | منظمة حظر الأسلحة الكيميائية       | ?                    | ?                          |
|             | الأمم المتحدة                      | 13 نوفمبر 1945       | 24 أكتوبر 1945             |
|             | منظمة الشرطة الجنائية الدولية      | ?                    | ?                          |
|             | وكالة ضمان الاستثمار متعدد الأطراف | 13 أغسطس 1991        | 3 ديسمبر 1992              |
|             | مؤسسة التمويل الدولية              | 20 يوليو 1956        | 2 نوفمبر 1992              |
|             | البنك الدولي للإنشاء والتعمير      | 27 ديسمبر 1945       | 10 يوليو 1992              |
|             | الاتحاد الدولي للاتصالات           | 20 فبراير 1932       | 7 مايو 1947                |
|             | يونسكو                             | 1 يوليو 1955         | 12 مايو 1954               |

## وصلات خارجية
- موقع وزارة الخارجية الإثيوبية
- موقع وزارة الخارجية البيلاروسية